# Lípa v Horním Žďáru
Lípa v Horním Žďáru je památný strom, košatá lípa malolistá (Tilia cordata), která roste přibližně 500 m severovýchodně od Horního Žďáru u včelína nad Arnoldovskou cestou do zaniklého Arnoldova v okrese Karlovy Vary v Karlovarském kraji. Solitérní strom má pravidelnou, širokou a kulovitou korunu. Dutý kmen se ve třech metrech výšky rozdvojuje. Obvod kmene měří 526 cm, koruna je široká 22 m a sahá do výšky 23 m (měření 2005). V roce 2005 byl proveden zdravotní řez, redukce koruny a konzervace dutiny.
Lípa je chráněna od roku 2005 jako hraniční strom, významný stářím a vzrůstem.

## Stromy v okolí
- Arnoldovská lípa
- Popovský jasan
- Dolní Popovská lípa
- Horní Popovská lípa
- Popovská bříza